# Râul Argeșel
Argeșel este un râu care curge în județul Argeș, România. Își are izvorul în Munții Iezer-Păpușa și se varsă în Râul Târgului în apropiere de localitatea Mioveni.